# Gliese 49
Gliese 49 is een hoofdreeksster van het type M1.5, gelegen in het sterrenbeeld Cassiopeia op 32,16 lichtjaar van de Zon.